# Kepler-413b
Kepler-413b (también llamado Kepler-413(AB)b) es un planeta circumbinario que orbita las estrellas Kepler-413 A y Kepler-413 B, que son respectivamente enanas K y M. Estas estrellas anfitrionas se orbitan entre sí con un período orbital de 10,1 días.

## Descubrimiento
Kepler-413b fue descubierto al observar que el planeta oscurecía a la estrella anfitriona más brillante. Al observar los patrones de tránsito, se descubrió que el planeta primero hizo 3 tránsitos en 180 días, luego en los siguientes 800 días, no hubo tránsitos hasta el siguiente. Este patrón de tránsito ayudó a confirmar rápidamente la existencia del planeta a pesar de que las estrellas anfitrionas son relativamente débiles.
La existencia del planeta se anunció por primera vez en la Conferencia Científica de Kepler en noviembre de 2013. El documento final se presentó en enero de 2014.

## Características
Kepler-413b es un planeta del tamaño de Neptuno con un período orbital de aproximadamente 66.262 días. La desalineación orbital de Kepler-413b causa variaciones estacionales extremas para el planeta debido a su inclinación axial constantemente cambiante.